# Down (bài hát của Jay Sean)
"Down" là một ca khúc của nghệ sĩ người Anh Jay Sean. Ở Bắc Mỹ, ca khúc được phát hành như đĩa đơn đầu tiên của anh từ album đầu tay của All or Nothing. Ở những thị trường khác, gồm cả chính đất nước Liên hiệp Anh của anh, bài hát cũng có mặt với tư cách đĩa đơn chính từ album phòng thu thứ ba của anh. Ca khúc do CEO Baby, Slim của Cash Money Records đồng sáng tác cùng Jay Sean, Lil Wayne và nhiều người khác.
Đĩa đơn hợp tác với rapper người Mỹ Lil Wayne, được ra mắt chính thức trên sóng phát thanh Hoa Kỳ vào ngày 31 tháng 5 năm 2009. Nó chính thức phát hành trên iTunes vào 30 tháng 6 năm 2009. "Down" đạt vị trí quán quân tại bảng xếp hạng Billboard Hot 100 vào ngày 8 tháng 10 năm 2009, đánh bại The Black Eyed Peas ở vị trí đầu bảng sau suốt 26 tuần, khiến Jay Sean trở thành nghệ sĩ người Anh đầu tiên đạt vị trí này kể từ "Viva La Vida" của Coldplay năm 2008. Nó đã được RIAA chứng nhận đĩa bạch kim It has been certified Platinum by the RIAA, and is producted by J-Remy and Bobby Bass.
"Down" đã được phát hành trên iTunes tại Bỉ, Pháp, Thụy Điển và New Zealand dưới dạng download nhạc số 24 tháng 8 năm 2009. Vào ngày 10 tháng 9 năm 2009, đĩa đơn có mặt tại các trạm phát thanh ở Liên hiệp Anh, và sẽ được phát hành dưới dạng download trên iTunes vào ngày 26 tháng 10 năm 2009.

## Các track
Promo CD
1. "Down" (Clean featuring Lil Wayne) - 3:30
2. "Down" (Clean without Rap) - 3:15
3. "Down" (Instrumental) - 3:30

## Xếp hạng
| Bảng xếp hạng (2009)      | Vị trí cao nhất |
| ------------------------- | --------------- |
| Canadian Hot 100          | 4               |
| New Zealand Singles Chart | 2               |
| Swedish Singles Chart     | 29              |
| Swiss Singles Chart       | 65              |
| U.S. Billboard Hot 100    | 1               |
| U.S. Billboard Pop Songs  | 1               |

### Chứng nhận
| Quốc gia | Chứng nhận | Doanh số   |
| -------- | ---------- | ---------- |
| Hoa Kỳ   | Bạch kim   | 1.500.000+ |

## Lịch sử phát hành
| Vùng          | Ngày                 | Định dạng  | Nhãn               |
| ------------- | -------------------- | ---------- | ------------------ |
| Hoa kỲ        | 31 tháng 5 năm 2009  | Phát thanh | Cash Money Records |
| Hoa KỲ        | 30 tháng 6 năm 2009  | Số         | Cash Money Records |
| Canada        | 30 tháng 6 năm 2009  | Số         | Cash Money Records |
| Na Uy         | 18 tháng 8 năm 2009  | Radio      | Universal Republic |
| Bỉ            | 24 tháng 8 năm 2009  | Số         | Universal Republic |
| Pháp          | 24 tháng 8 năm 2009  | Số         | Universal Republic |
| Thụy Điển     | 24 tháng 8 năm 2009  | Số         | Universal Republic |
| New Zealand   | 24 tháng 8 năm 2009  | Số         | Universal Republic |
| Liên hiệp Anh | 10 tháng 9 năm 2009  | Radio      | Jayded Records     |
| Liên hiệp Anh | 26 tháng 10 năm 2009 | Số         | Jayded Records     |